# São Martinho da Serra
São Martinho da Serra (San Martín de la Sierra) es un municipio brasileño del Estado de Río Grande del Sur, ubicado en el acceso norte de la ciudad de Santa María.
Se encuentra localizado en la región central del estado, estando a una altitud de 453 metros sobre el nivel del mar cerca de las nacientes del brazo norte del río Ibicuí. Su población estimada para el año 2008 era de 3.551 habitantes.

## Historia
Es una de las poblaciones más antiguas de la región central del actual Estado de Río Grande del Sur. Posicionada pocos kilómetros al noreste de la Boca del Monte Grande sitio así llamado porque era la salida de una "picada" de la ruta del ganado y fundada como guardia o fortín español en el año 1759, con el nombre de Guardia de San Martín, convirtiéndose el extremo más avanzado por el territorio oriental del río Uruguay, perteneciente al entonces Gobierno de las Misiones Guaraníes. La guardia se ubicaba estratégicamente en las cumbreras de la sierra de Los Tapes o del Montegrande, y más precisamente en la zona llamada por los nativos como Caá-Yurú (Boca del Bosque). Este fuerte fue fundado antes de la creación del Virreinato del Río de la Plata, al que se integró desde la creación del virreinato y fue tomado por vez primera las tropas portuguesas al mando de 
Rafael Pinto Bandeira el 31 de octubre de 1775. 
Esta guardia fue retomada por la Corona portuguesa durante la Guerra de las Naranjas a mediados de julio de 1801, cuando una partida de 40 peones de la cercana estancia de Manoel dos Santos Pedroso (el fazendeiro Maneco Pedroso), comandados por éste, asaltaron la guardia protegida por 4 dragones. 
Entre 1825 y 1828 durante la Guerra argentino-brasileña el territorio llegó a estar controlado por los argentinos (a poca distancia hacia el sureste se desarrolló la batalla de Ituzaingó, y en sus alrededores varias otras como las de Vacacay y Ombú).
Teniendo la entrada principal a través de la salida norte de Santa María sus accesos fueron teatro de batallas durante la Revolución Farroupilha ("Revuelta de los Harapientos") en tiempos de la República Riograndense. El declive de la Guardia de San Martín o "San Martín de la Sierra" se debió a la apertura de la llamada Ruta del Pinal durante la República Riograndense, tal ruta acortó el trayecto entre Santa María y Cruz Alta beneficiando en cambio el desarrollo de Itaara.
Más tarde ya siendo parte del estado brasileño, a fines del siglo XIX llegaron los primeros inmigrantes italianos y portugueses a la zona  dando início la población de São Martinho.

## Visión general
Es un municipio esencialmente agrícola, basado en la producción de soja, maíz, frijoles, arroz y trigo. Varias familias garantizan su sustento a través de la producción artesanal de leche y otros productos. Posee muchas riquezas naturales, como cascadas y ríos (Ibicuí, Toropi, Iguazupi). Actualmente el municipio también incentiva la exploración de piedras preciosas y semi-preciosas y la plantación de ricino, para producción de biodiésel.
Es una de las sedes del Centro de Pesquisas Espaciais (INPE), juntamente con São José dos Campos (SP). Es un observatorio espacial que está dentro de un área de 11 hectáreas. Los estudios tienen como base la baja, alta e media atmósfera, con recolección de datos meteorológicos, de la magnetósfera, ionosfera (incluyendo la capa de ozono) y el clima espacial.

## Paleontología
Esta ciudad pertenece a geoparque de Paleorrota.